# Cynoscion stolzmanni
Cynoscion stolzmanni är en fiskart som först beskrevs av Steindachner, 1879.  Cynoscion stolzmanni ingår i släktet Cynoscion och familjen havsgösfiskar. IUCN kategoriserar arten globalt som livskraftig. Inga underarter finns listade i Catalogue of Life.